# دي ويب
دي ويب (بالإنجليزية: Dee Webb)‏ هو لاعب كرة قدم أمريكية ولاعب كرة القدم الكندية أمريكي، ولد في 8 ديسمبر 1984 في جاكسونفيل في الولايات المتحدة.

## وصلات خارجية
- دي ويب على موقع الاتحاد الدولي لألعاب القوى (الإنجليزية)
- دي ويب على موقع مرجع كرة القدم المحترفة.كوم (الإنجليزية)